# Sheldon Beiste

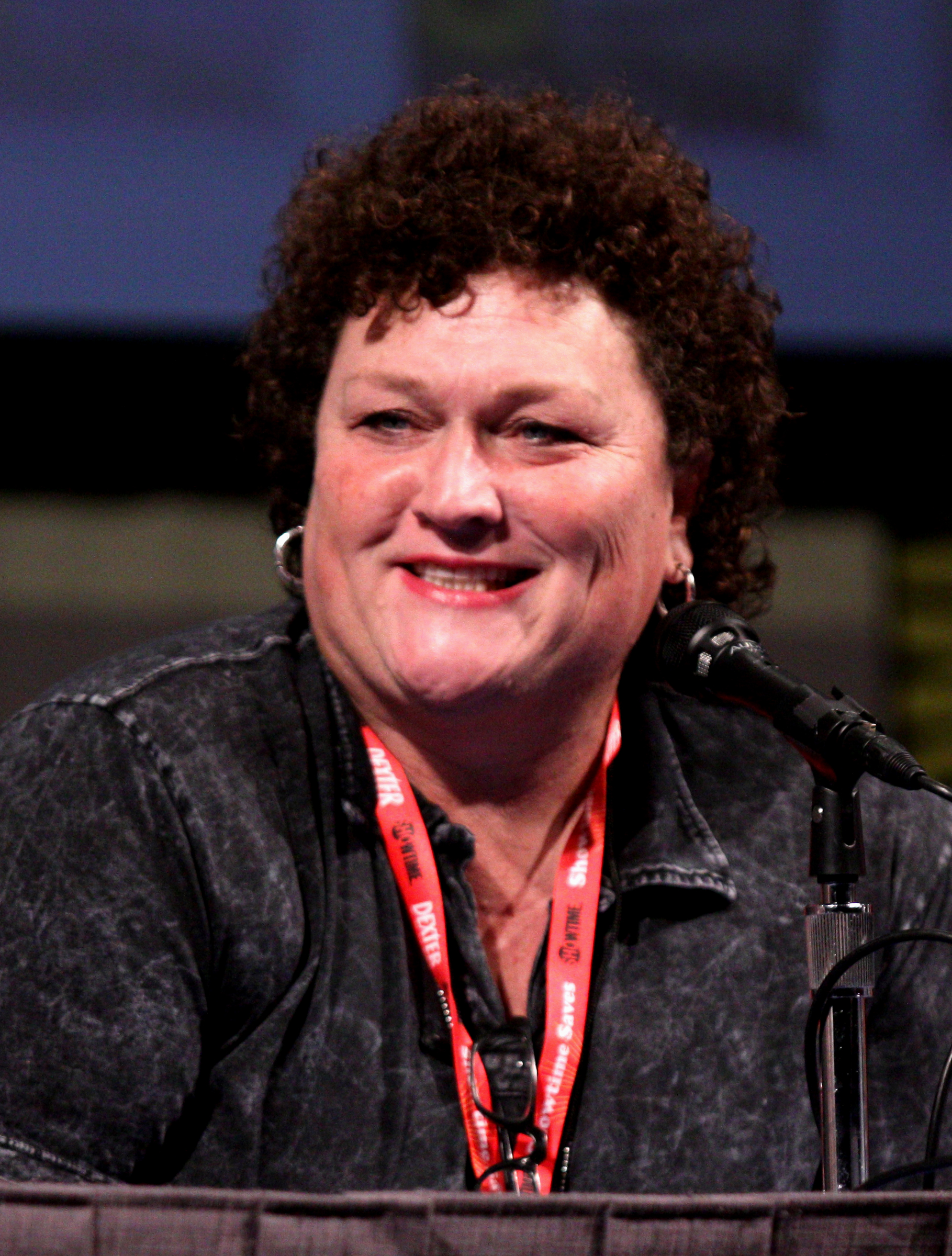
Dot Jones au Comic Con de San Diego de 2011.

Sheldon (anciennement Shannon) Beiste est un personnage de fiction de la série Glee, interprété par l'ancienne athlète américaine Dot Jones. Il fait son apparition à la saison 2 en tant que femme puis décide de faire son coming-out trans à la saison 6 et ainsi de s'assumer en tant qu'homme.
Sheldon Beiste travaille comme coach de football américain au lycée William McKinley High School, montrant un caractère bourru mais sensible.
Les personnages de Sue Sylvester et Will Schuester commencent par détester Shledon Beiste, et cherchent à la faire partir en lui jouant de mauvais tours.
Dot Jones, qui avait été repérée par Ryan Murphy pour un épisode de la série Nip/Tuck, avait proposé de jouer un personnage transgenre dans le série Glee auprès du producteur Brad Falchuk. L'actrice raconte s'être inspirée pour son personnage de son travail comme conseillère pour la jeunesse dans un établissement pénitentiaire pour mineurs.
Ce rôle vaut à l'actrice trois nominations au Primetime Emmy Award de la meilleure actrice invitée dans une série télévisée comique de 2011 à 2013